# 김범준 (야구 선수)
김범준(2000년 4월 20일 ~ )은 KBO 리그 NC 다이노스의 외야수이다.

## NC 다이노스시절
2019년에 입단하였다. 2024년 9월 3일 키움 히어로즈와의 경기에 출전하며 데뷔 첫 경기를 치렀고, 경기에서 1타수 무안타를 기록하였다.

## 출신 학교
- 대현초등학교
- 울산제일중학교
- 대구고등학교